# Frøya
Frøya és un municipi de Noruega, el més occidental del comtat de Trøndelag. Està format per l'illa de Frøya, just al nord de l'illa i municipi de Hitra, i de diversos illots. Té una extensió de 241 km² i una població de 4.799 habitants (2016). Les principals poblacions són Sistranda (la capital) situada a l'est de l'illa i Titran a l'oest. La llengua oficial és el noruec Bokmål. El municipi és membre de l'Associació Internacional dels Jocs Insulars.